# Erzdiakon (Thomaschristen)

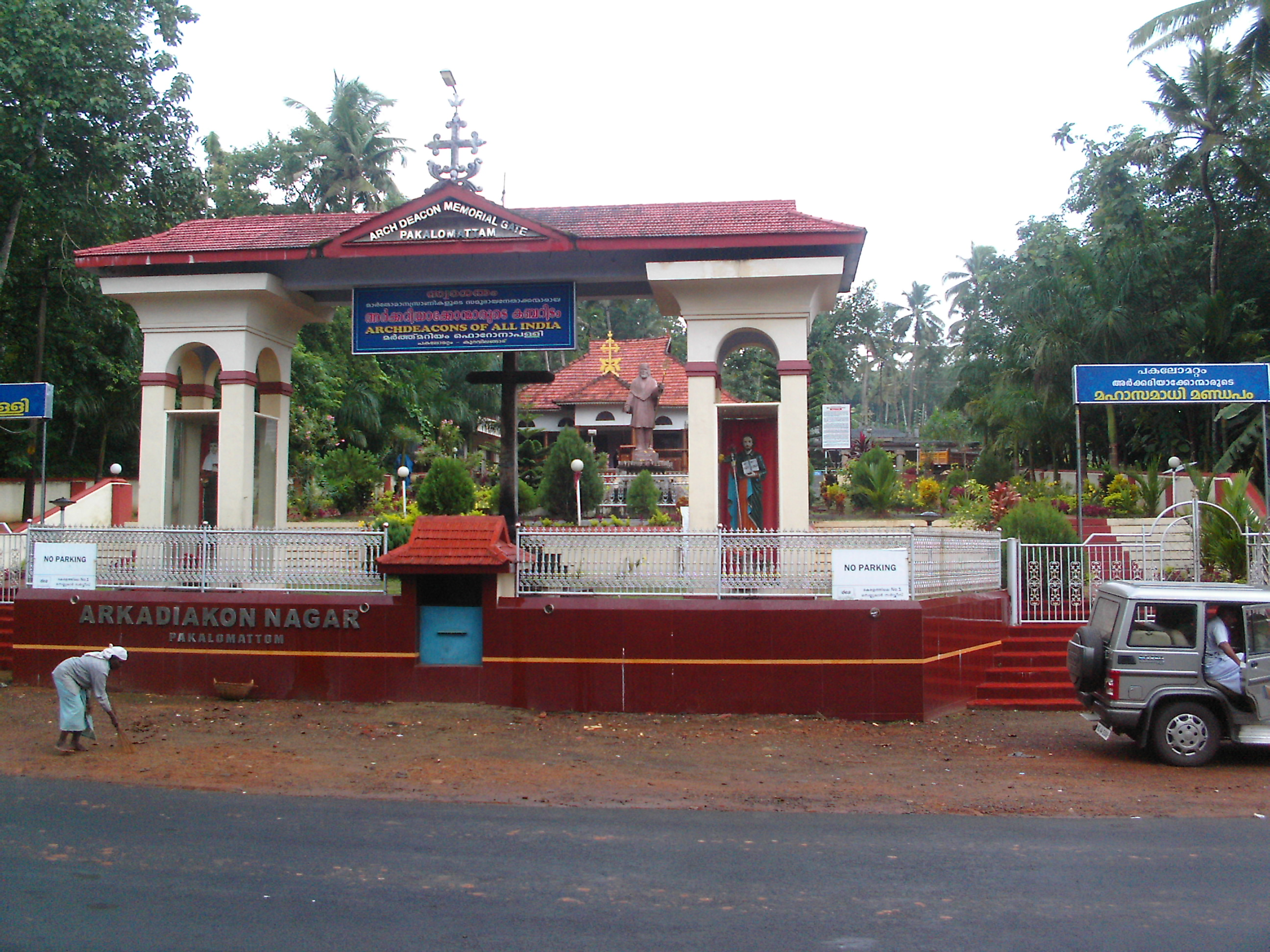
Der Friedhof der Erzdiakone, Kuravilangad, Kerala

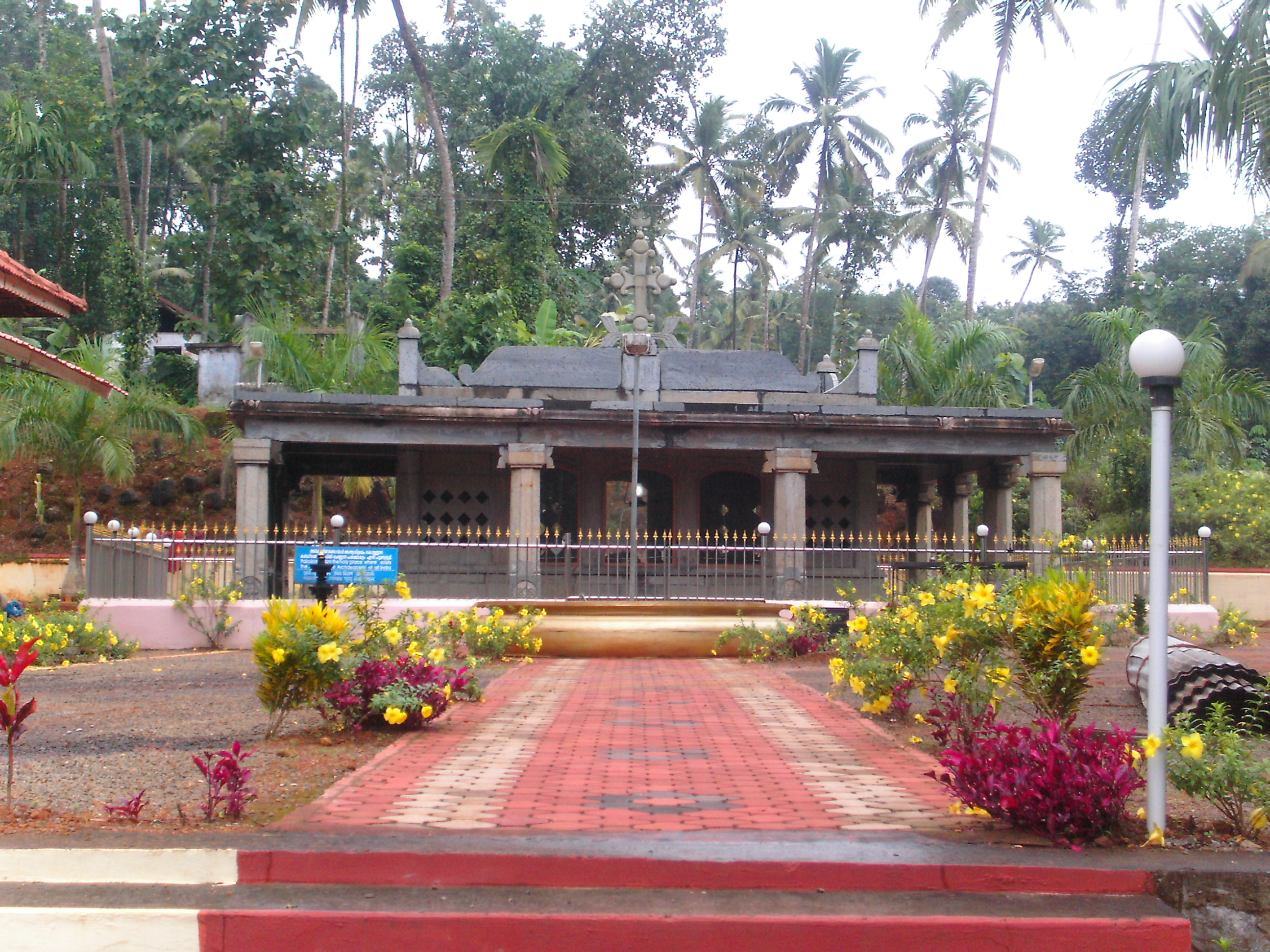
Das Mausoleum, das die antiken Erzdiakonsgräber birgt

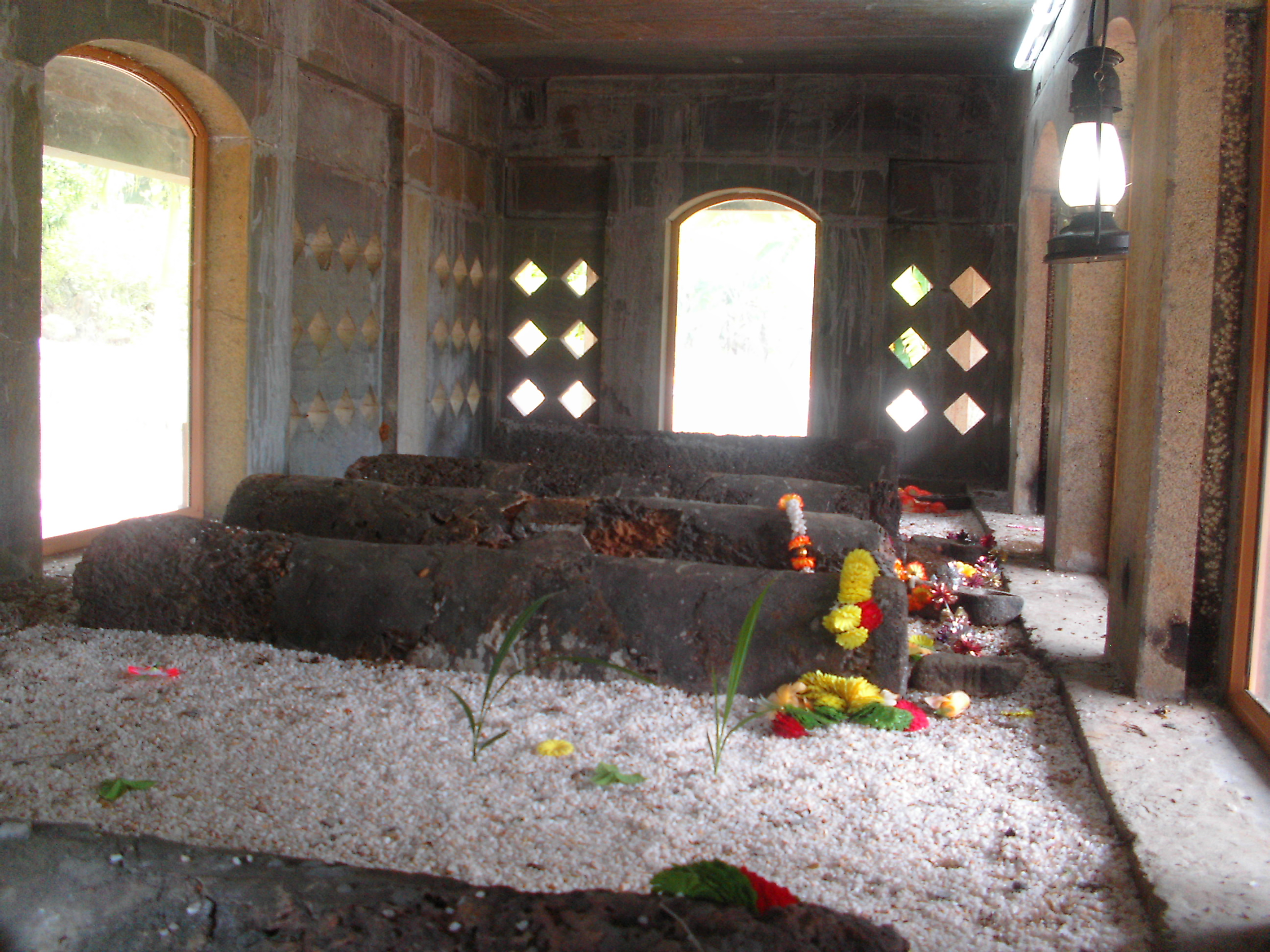
Die alten Erzdiakonsgräber unter dem Mausoleum

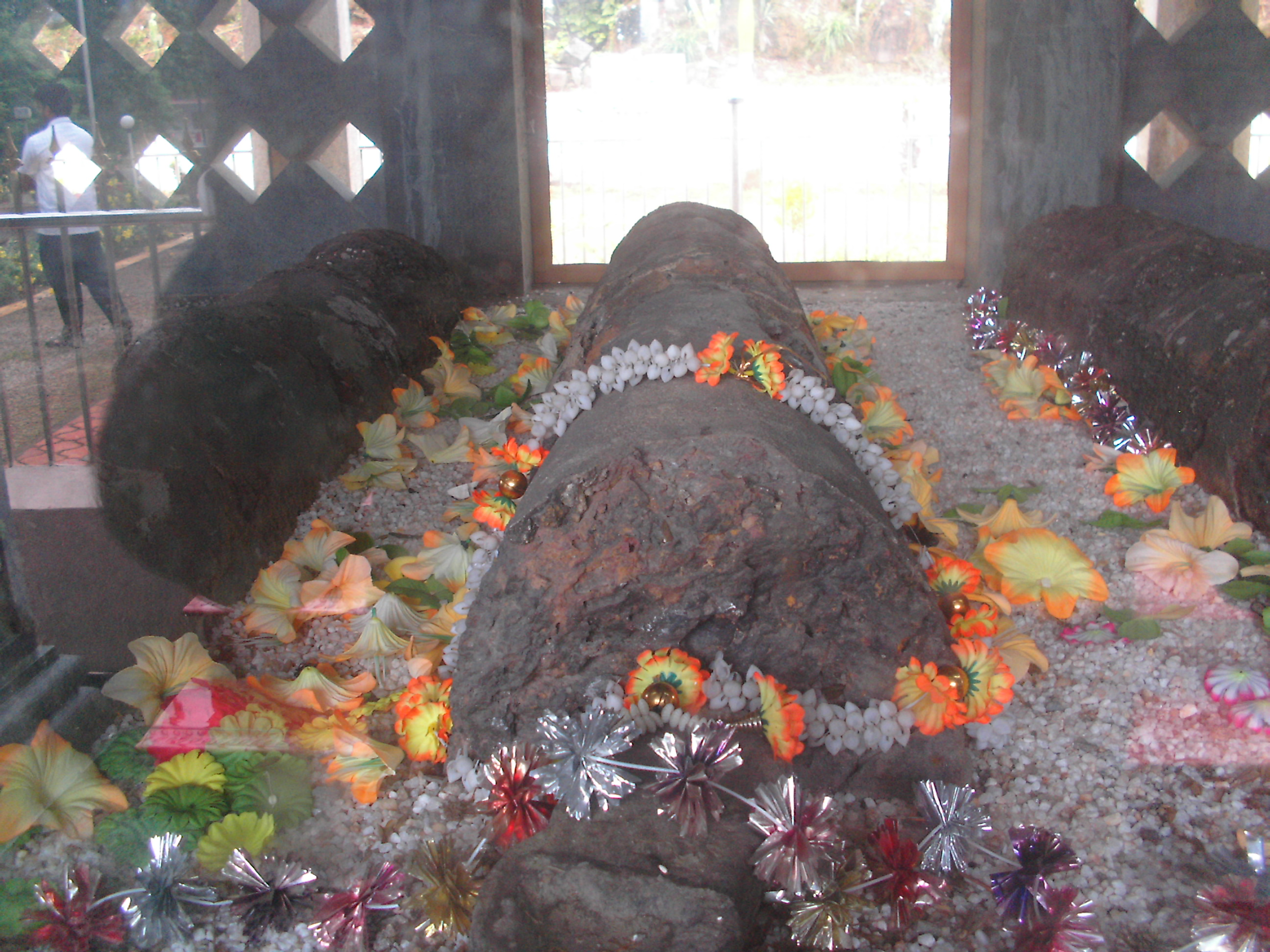
Eines der Gräber von der Frontseite

Der Erzdiakon (Archdeacon) der Thomaschristen in Indien war ein einheimischer Priester und das Haupt ihrer Gemeinschaft, der die Gläubigen gemeinsam mit den aus dem Ausland kommenden Bischöfen regierte.

## Überblick
Das Amt des Erzdiakons der Thomaschristen Indiens hat seine Entsprechung im Archidiakon des ostsyrischen Katholikats von Seleukia-Ktesiphon. Im Unterschied zu den westlichen und sonstigen östlichen Kirche handelt es sich beim Inhaber des Amtes eines ostsyrischen Archidiakons stets um einen Priester. Der Erzdiakon der Thomaschristen hatte jedoch eine ungleich höhere Stellung als sein Gegenüber im Mittleren Osten, weil er zugleich als Haupt der Gemeinschaft fungierte.
Die Kirche in Indien beansprucht apostolischen Ursprung. Nach der Ortstradition landete der Apostel Thomas im Jahre 52 in Muziris (Kodungallur) im heutigen Kerala, gründete entlang der Malabarküste sieben christliche Gemeinden und starb als Märtyrer in Mailapur bei Madras. Aus dieser Gründung entwickelte sich die Kirche in Indien, lange bevor europäische Kolonialmächte dort wirkten. Liturgisch folgte sie dem ost-syrischen Ritus. Ihre Bischöfe bezog sie spätestens seit dem 9. Jahrhundert regelmäßig aus dem Katholikat von Seleukia-Ktesiphon im heutigen Irak, woraus sich später die Assyrische Kirche des Ostens und die Chaldäisch-katholische Kirche entwickelten. Obwohl die von Mesopotamien nach Indien geschickten Bischöfe den Titel eines Metropoliten von Indien führten, beschränkte sich ihr Dienst de facto weithin auf die geistlichen Funktionen. Die sonstigen Entscheidungen, besonders hinsichtlich der vermögensrechtlichen, politischen und gesellschaftlichen Belange, wurden vom Erzdiakon getroffen, der stets ein Einheimischer war.
Der Erzdiakon wurde von den lokalen Herrschern als Haupt der örtlichen Christen respektiert und als fürstenähnlich angesehen. Er trug Ehrentitel wie “prince and head of the Christians of Saint Thomas” oder “Archdeacon and Gate of All India, Governor of India”. Die Könige von Cochin übergaben dem neu erwählten Erzdiakon königliche Insignien und er wurde auf Reisen stets von einer bewaffneten Ehrentruppe eskortiert.
Seit dem Tod des letzten Erzdiakons Mathew de Campo (Parambil) 1706 ist das Amt erloschen und wurde nicht mehr besetzt.
Es ist wahrscheinlich, dass das Amt des Erzdiakons von Indien – quasi „König“ seines Volkes und gleichzeitig Priester – die Ursprungsfigur des legendären „Priesterkönigs Johannes“ ist, den die westlichen Christen über Jahrhunderte im Osten und besonders in Indien vergeblich suchten.

## Geschichte
Da die in Indien residierenden Bischöfe schon früh aus dem Ausland kamen und ihnen die Ortssprache bzw. die Ortssitten fremd waren, bedienten sie sich zur Leitung der Gläubigen eines einheimischen Priesters, der Amt und Titel eines Erzdiakons von Indien innehatte. Diese Erzdiakone wurden auch von den lokalen Fürsten, den Behörden und von anderen Religionsvertretern als Haupt der Gemeinschaft angesehen, welche in Südindien einen festen Bestandteil innerhalb des Kastensystems mit speziellen Rechten und Pflichten bildete. Die indischen Thomaschristen demonstrierten ihrerseits durch dieses althergebrachte Amt auch eine gewisse Unabhängigkeit vom Katholikat in Seleukia-Ktesiphon bzw. später von der Assyrischen Kirche des Ostens. Sie fühlten sich keineswegs als deren Suffragane, sondern als Teil der allgemeinen Kirche mit ihrem Haupt in Rom, was allerdings über Jahrhunderte hinweg, wegen des fehlenden Kontakts, eher eine rechtstheoretische Position war und sich erst seit Ankunft der Portugiesen in Indien konkret bei ihnen auswirkte. Nur aus diesem vorhandenen Kirchenverständnis der Thomaschristen heraus ist jedoch die von ihnen – zwar widerwillig, aber letztlich doch gehorsam ertragene – Entrechtung ihrer Gruppe auf der Synode von Diamper zu verstehen.
Die heute bekannten Erzdiakone stammten sämtlich aus dem Ort Kuravilangad, einem altchristlichen Zentrum und Marienwallfahrtsort in Kerala. Dort sollen sich um das Jahr 300 vier zum Christentum konvertierte Brahmanenfamilien angesiedelt haben, wovon die Familie Pakalomattam als die bedeutendste beschrieben wird. Alle diese Familien führen sich zurück auf diejenigen Brahmanen, die vom Apostel Thomas im nahen Palayur bekehrt wurden und vom dortigen Tempel wegzogen.
Es ist strittig, ob das Amt des Erzdiakons bereits aus apostolischer Zeit stammt oder sich erst entwickelte, als die Bischöfe Indiens aus dem Ausland kamen. Ebenso ist – wegen der ungenauen und oftmals abweichenden Schreibweisen von Namen – zweifelhaft ob die Erzdiakone tatsächlich aus allen vier ursprünglichen Christenfamilien in Kuravilangad kamen oder nur aus der Familie Pakalomattam wie es meist heißt. Sicher ist, dass das Amt nur innerhalb der Familie, jeweils auf einen Neffen, vererbt wurde, wobei nach der indischen Brahmanentradition jedoch nur der Sohn eines Bruders in Frage käme, nicht aber der Sohn einer Schwester. Beide Erbvarianten werden aber in der indischen Kirchengeschichte vertreten. Es wurden dort zu jener Zeit keine schriftlichen Familienaufzeichnungen gefertigt und die portugiesischen Kolonialherren vernichteten zudem später die meisten lokalkirchlichen Schriften. Da die vier Familien des Ortes aber stets wieder untereinander heirateten, kamen die Erzdiakone unstrittig immer aus dem gleichen Familienverband.

### Einzelne Erzdiakone
Patriarch Timotheus von Babylon nannte um 800 den Erzdiakon das „Haupt der Gläubigen von Indien“. Sein Name ist nicht überliefert.
Der erste namentlich bekannte Erzdiakon ist George Pakalomattam, der 1502 ernannt wurde. Auf ihn folgten Jacob und Alexander, dann George of Christ (ca. 1552–1585) und sein Bruder oder Neffe John (ca. 1585–1591).
Metropolit Joseph Sulaqa kam Ende 1556 im Auftrag des mit Rom unierten Patriarchen von Babylon nach Indien. 1564 musste er sich in Europa wegen Häresieverdachts rechtfertigen. 1565 nach Indien zurückgekehrt, verschleppte man ihn 1567 erneut nach Europa, wo er, von Papst Pius V. hoch angesehen und rehabilitiert, 1569 verstarb. In Indien folgte ihm Mar Abraham nach. Dieser war schon 1557 im Auftrag des nicht mit Rom unierten Patriarchen von Babylon nach Indien gekommen, wurde aber von Joseph Sulaqa auf die Seite Roms gezogen und durfte ihm nun als Bischof im Auftrag Roms nachfolgen.
Schon als Joseph Sulaqa 1556 und Mar Abraham 1557 in Indien eintrafen, amtierte als Erzdiakon George of Christ (Jorge de Christo). Er war auch von den europäischen Missionaren wegen seiner Qualitäten sehr geschätzt, und Papst Gregor XIII. adressierte zwischen 1576 und 1581 fünf Apostolische Schreiben an ihn. Mar Abraham wünschte ihn als Nachfolger im Bischofsamt, was der mit Rom verbundene Patriarch von Babylon schon 1566 erlaubte und der Papst durch die Bulle „Accepimus quod“, ausgestellt am 4. März 1580, ausdrücklich bestätigte. George of Christ lehnte jedoch aus Demut die Bischofsweihe ab und starb 1585 als Erzdiakon, gefolgt von seinem Bruder Johannes (1585–1591).

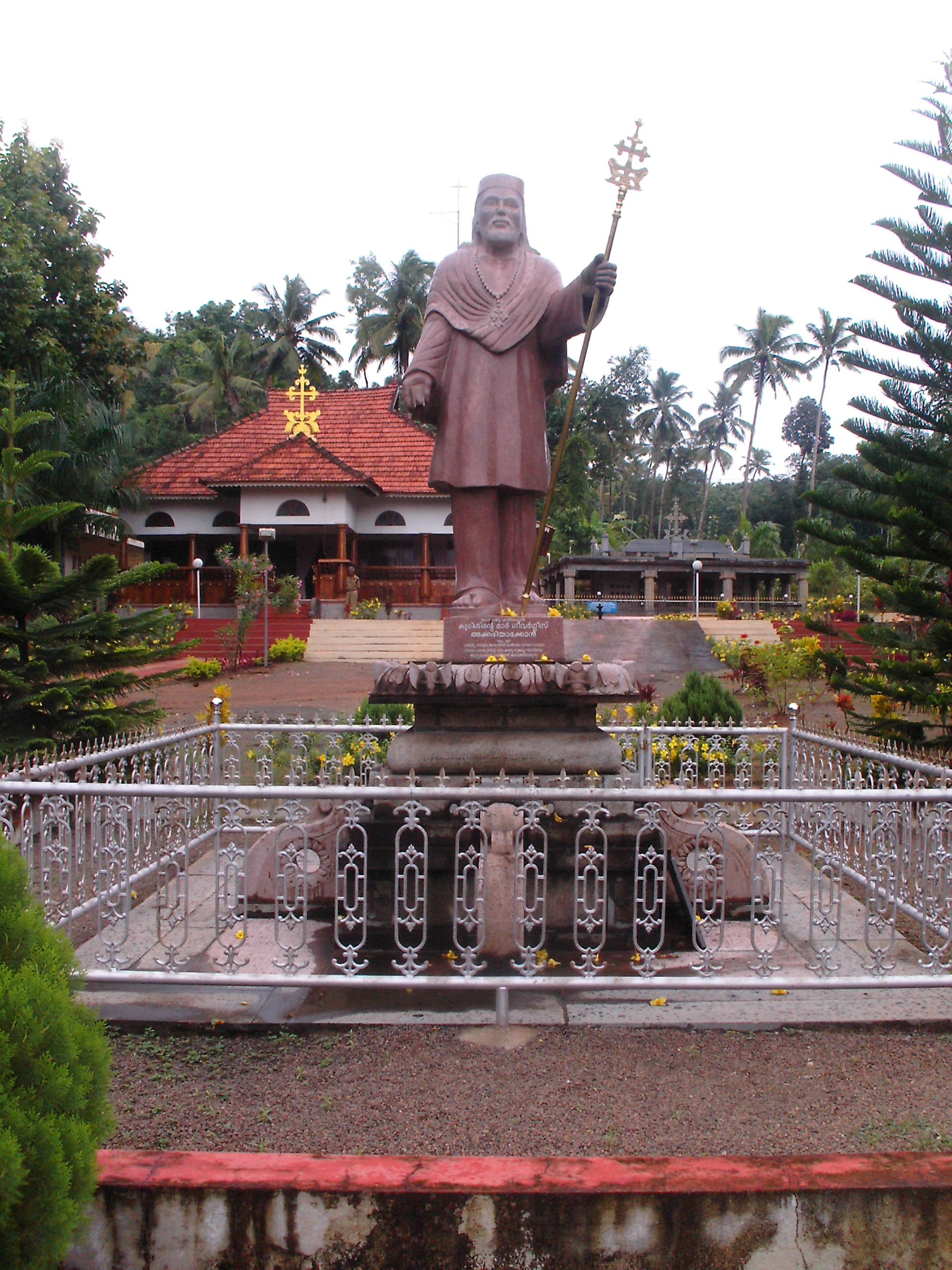
Friedhof der Erzdiakone, Kuravilangad, Denkmal des Diakons George of the Cross, rechts dahinter das Mausoleum mit den Gräbern, links die Kapelle

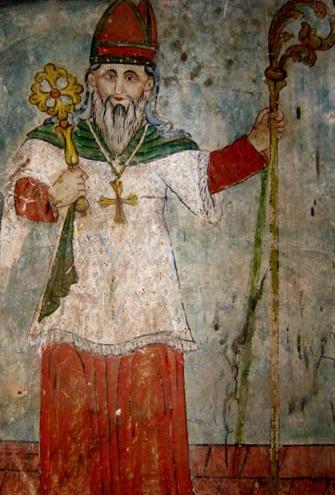
Erzdiakon Thomas Parambil, der sich zum Gegen-Bischof ausrufen ließ

1593 bestimmte Mar Abraham den Neffen von George of Christ zum Erzdiakon. Er nannte sich George of the Cross und Mar Abraham wollte ihn ebenfalls zum Nachfolger im Bischofsamt haben, welcher Wunsch jedoch vor seinem Tod, 1597, nicht mehr päpstlich bestätigt wurde. In seinem Testament setzte er George of the Cross zum Administrator der Thomaschristen ein. Sein bischöflicher Nachfolger, der Lateiner Francis Roz S.J., bestätigt dies. George of the Cross war der Führer der Thomaschristen auf der unglücklichen Synode von Diamper und er geleitete die Gemeinschaft trotz vielerlei Schwierigkeiten ohne Spaltung durch diese gefährliche Zeitspanne. Er musste sehr viele Ungerechtigkeiten seitens der Portugiesen erdulden, die seinen Ritus massiv unterdrückten. 1609 kam es zum Bruch zwischen Bischof Roz und dem Erzdiakon, welchen er wegen Ungehorsams exkommunizierte. Die meisten Thomaschristen und indischen Fürsten, aber auch der Bischof von Cochin und die lateinischen Franziskaner standen auf der Seite von Erzdiakon George of the Cross. 1615 versöhnte er sich wieder mit Bischof Roz. Von 1618 bis zu dessen Tod, 1621, herrschten jedoch wieder Streitigkeiten zwischen ihnen. Dann übernahm George of the Cross wieder die Administration und empfing 1624 auch den bischöflichen Nachfolger Stephen Britto S.J. Außer kurzfristigen Verstimmungen auf beiden Seiten blieben die Beziehungen zwischen ihnen gut, die Amtsstellung des Erzdiakons wurde von den Lateinern aber systematisch untergraben bzw. ausgehöhlt. Erzdiakon George of the Cross starb am 25. Juli 1640, Bischof Britto 1641. Vor seinem Tode setzte der Bischof noch Thomas Parambil, den Neffen von George of the Cross zum Erzdiakon ein.
Nachfolger von Bischof Britto wurde Francis Garcia S.J. († 1659). Unter Erzbischof Francis Garcia kam es zu einer Revolte der Thomaschristen, da jener u. a. zusätzlich zum herkömmlichen Erzdiakon einen Generalvikar des lateinischen Ritus für sie bestellte und sie eine noch größere Unterdrückung fürchteten. Sie schworen 1653 am Coonan Cross in Fort Cochin, nie wieder Oberhirten eines fremden Ritus bzw. Jesuiten über sich zu dulden. Ausdrücklich vermied man es dabei, sich von Rom loszusagen, man verlangte lediglich Bischöfe des eigenen Liturgieritus und dachte an eine Erneuerung der historischen Zuständigkeit des chaldäisch-katholischen Patriarchen von Babylon. Der überwiegende Teil der Thomaschristen schloss sich der Revolte an. Beide Seiten blieben unnachgiebig, und Erzdiakon Thomas Parambil ließ sich ohne Weihe zum „Gegenerzbischof“ ausrufen und in einer „Not-Zeremonie“ ersatzweise von 12 einfachen Priestern die Hände auflegen, mit dem Versprechen, die Bischofsweihe nachzuholen. Daraufhin exkommunizierte ihn Bischof Francis Garcia und setzte seinen Neffen Kunju Mathai als Amtsnachfolger ein. Jener lief jedoch schon nach kurzer Zeit ebenfalls zur Protestpartei über.
Ab diesem Zeitpunkt spalteten sich die indischen Thomaschristen in einen katholischen und einen autokephalen Teil.
Die katholischen Thomaschristen erhielten 1663 in der Person des Alexander de Campo (Alexander Parambil), eines Verwandten von Erzdiakon Thomas Parambil, einen eigenen Bischof ihres Ritus. Er setzte zunächst keinen Erzdiakon ein, da er hoffte, sein Verwandter, Erzdiakon Thomas Parambil (er nannte sich inzwischen Mar Thoma I.), würde wieder zur katholischen Kirche zurückkehren, was jedoch nicht geschah. Schließlich bestimmte Bischof Alexander de Campo 1678 seinen Verwandten Mathew de Campo zum Erzdiakon, der auch nach dessen Tod, unter den lateinischen Bischofsnachfolgern, in seiner Stellung blieb. Als er 1706 starb, wurde das Amt des Erzdiakons nicht mehr besetzt.
Auch im autokephalen Zweig der Thomaschristen wurde das Amt des Erzdiakons nicht mehr aufrechterhalten, wenngleich bis 1816 deren Metropolitenwürde im Familienverband der früheren Erzdiakone erblich blieb.

### Grablege
Etwa ein Kilometer südlich von Kuravilangad befindet sich die historische Grabstätte der Erzdiakone von Indien. In der parkähnlichen Anlage sind fünf antike Gräber erhalten. Eines davon ist jenes des Erzdiakons George of the Cross, dem man dort auch ein Denkmal setzte. Die lange vernachlässigten Gräber wurden in den letzten Jahren zum Schutz mit einem Mausoleum überbaut, und man errichtete eine Kapelle als Andachtsort.